# 大波眼蝶
大波眼蝶（学名：Ypthima atra），又名寶島波眼蝶、臺灣瞿眼蝶、大波紋蛇目蝶、臺灣鄰眼蝶、台灣瞿眼蝶、台灣鄰眼蝶，为蛺蝶科波眼蝶屬下的一个种。本種與狹翅波眼蝶外型相當類似，但本種前翅較圓短、後翅外緣較圓弧，腹面偏褐色，分布海拔更低，可資區別。

## 描述
中小型眼蝶，體背褐色，腹側淺褐色。前翅前緣與外緣呈弧形，後翅卵形。翅背面底色暗褐，亞外緣具暗弧線。前翅中室外側有一眼紋，後翅M3與CuA1室常各具一眼紋。翅腹面褐色，布滿灰白細波紋，後翅中央另有一道暗色帶紋橫貫翅面。前翅腹面有一眼紋，位置與背面相對；後翅腹面有五枚眼紋，分兩列：前兩枚在Rs與M1室，後三枚（位於M3、CuA1與CuA2室）排列成一直線。緣毛為淺褐色。

## 分布
特有種，見於臺灣本島低、中海拔地區。

## 生態習性
本種幼蟲以禾本科植物，如芒草等為食，一年多世代。